# Bataille de Ruxu (213)
Guerres de la fin de la dynastie Han
La bataille de Ruxu (chinois simplifié : 濡须之战 ; chinois traditionnel : 濡須之戰 ; pinyin : Rúxū Zhī Zhàn), aussi connue sous le nom de bataille de Ruxukou(chinois simplifié : 濡须口之战 ; chinois traditionnel : 濡須口之戰 ; pinyin : Rúxūkǒu Zhī Zhàn), se déroule en l'an 213, à la fin de la dynastie Han et oppose les seigneurs de guerre Cao Cao et Sun Quan. Il s'agit d'une série d'attaques menées par Cao Cao, qui finissent toutes par être repoussées par les troupes de Sun Quan.
Cette bataille ne doit pas être confondue avec les deux autres affrontements entre les clans Cao et Sun qui ont eu lieu à Ruxu en 217 et 223.

## Situation avant la bataille
En 213, Cao Cao est en guerre contre Ma Chao, depuis sa victoire lors de la bataille du col de Tong, et Sun Quan, depuis sa défaite lors de la bataille de la Falaise rouge. Pour écourter sa guerre contre Sun Quan, Cao décide de l'intimider en plaçant le général Xie Qi (謝奇) à Huangcheng, (皖城) et d'envoyer ses forces à Qichun (蕲春) afin de provoquer des troubles dans les territoires contrôlés par Quan.
Afin de mettre fin au harcèlement de Cao, Sun envoie son général Lü Meng demander à Xie QI de se rendre. Comme Qi refuse, Lü lance alors une attaque contre ce dernier, qui est rapidement vaincu et obligé de se replier. Après cette brève bataille, Sun Zicai et Song Hao, deux des subalternes de Xie Qi, se rendent à Lü Meng, ce qui rabaisse un peu plus le moral des troupes de Cao Cao. Voyant que son plan a été déjoué, Cao commence alors à mobiliser des troupes pour attaquer Ruxu (濡須) et capture Gongsun Yang, un capitaine général aux ordres de Sun Quan. Quan riposte en ordonnant à Lü Meng de prendre la tête de ses troupes pour stopper personnellement la marche de Cao sur Ruxu.

## La bataille
Tandis que Sun Quan organise la défense de Ruxu, Lü Meng met au point un plan pour contrer Cao. Meng pense que le champ de bataille sera bientôt inondé et s'y prépare en rassemblant des navires de guerre, qu'il amarre à un quai construit en urgence.
La prédiction de Lü Meng se réalise rapidement et Sun Quan commence à envoyer ses navires de guerre contre l'armée de Cao Cao. Il perd quelques navires lors des combats, mais l'essentiel de sa flotte en ressort indemne. C'est peut-être durant cette phase des combats que Dong Xi, un des généraux de Sun Quan, meurt au combat. Comprenant qu'il a sous-estimé l'expérience et la puissance de l'armée de Sun Quan, Cao Cao décide finalement de se retirer. Lü Meng et quelques autres généraux de Sun Quan en profitent pour attaquer Wan et Lujiang.
Il convient de noter que Sun Guan, un des généraux de Cao, est mort au combat lors d'une des batailles de Ruxu, soit lors de celle-ci, soit lors de celle de 217, les chroniques de l'époque sont assez floues à ce sujet. À priori, il aurait été blessé par Xu Sheng lors d'une attaque contre les lignes de défense de Sun Quan et serait mort peu après avoir été ramené au camp de Cao.

## Conséquences
Après ce repli, Zhang Liao, un des généraux de Cao Cao, s'installe avec ses troupes à Hefei, ce qui va lui permettre de jouer un rôle majeur en 215, lors de la bataille du gué de Xiaoyao.

## Ordre de bataille
| - Cao Cao, commandant en chef. - Sun Guan†?, a peut-être combattu sur la ligne de front, où il aurait été mortellement blessé par Xu Sheng. Il meurt immédiatement après avoir été rapatrié dans le camp principal de Cao Cao. - Zhu Guang, Gouverneur de Wan, capturé par Gan Ning durant les combats suivant la fin de la bataille. | - Sun Quan, commandant en chef. - Lü Meng, seconde Sun Quan dans le commandement de l'armée et élabore le plan pour utiliser les docks à leur avantage. - Ling Tong, aide Lü Meng à s'emparer de Wan et Lujiang, en collaboration avec Gan Ning. - Gan Ning, aide Lü Meng à s'emparer de Wan et Lujiang, en collaboration avec Ling Tong. - Zhou Tai, participe à la défense de Ruxu aux côtés de Sun Quan. - Xu Sheng, aide Zhou Tai en collaboration avec Zhu Ran. Serait responsable de la blessure mortelle de Sun Guan,. - Dong Xi, est peut-être mort au combat durant cette bataille. |